# Cantonul Avize
Cantonul Avize este un canton din arondismentul Épernay, departamentul Marne, regiunea Champagne-Ardenne, Franța.

## Comune
- Avize (reședință)
- Brugny-Vaudancourt
- Chavot-Courcourt
- Cramant
- Cuis
- Flavigny
- Gionges
- Grauves
- Les Istres-et-Bury
- Mancy
- Le Mesnil-sur-Oger
- Monthelon
- Morangis
- Moslins
- Oger
- Oiry
- Plivot
- Villers-aux-Bois